# Les femmes mènent le monde
Les femmes mènent le monde (titre original : Woman's World) est un film américain en Technicolor réalisé par Jean Negulesco, sorti en 1954.

## Synopsis
Ernest Gifford veut nommer un nouveau directeur pour sa prospère société Gifford Motors. Il invite trois cadres inférieurs et leurs épouses au siège à New York afin de pouvoir les évaluer pour le poste. Les épouses Katie et Elizabeth ont peur de la façon dont leur relation sera affectée si l'un de leurs maris est élu. Carol, l'épouse de Jerry Talbot, aimerait que son mari obtienne le poste...

## Fiche technique
- Titre français : Les femmes mènent le monde
- Titre original : Woman's World
- Réalisation : Jean Negulesco
- Scénario : Claude Binyon, Russel Crouse, Howard Lindsay, Mary Loos et Richard Sale d'après une histoire de Mona Williams
- Photographie : Joseph MacDonald
- Montage : Louis R. Loeffler
- Musique : Cyril J. Mockridge
- Direction artistique : Lyle R. Wheeler
- Costumes : Charles Le Maire
- Producteur : Charles Brackett
- Société de production : 20th Century Fox
- Pays de production :  États-Unis
- Format : couleur (Technicolor) - 2.55 : 1 - son : 4-Track Stereo (Western Electric Recording) (magnetic prints) | Mono (optical prints)
- Genre : Drame
- Durée : 94 min
- Dates de sortie : 
  - États-Unis : 28 septembre 1954 (première New York)
  - France : 1er avril 1955
- Affiche : Boris Grinsson (France)

## Distribution
- Clifton Webb (V.F : Gérard Ferat) : Ernest Gifford
- June Allyson (V.F : Mony Dalmès) : Katie Baxter
- Van Heflin : Jerry Talbot
- Lauren Bacall (V.F : Françoise Gaudray) : Elizabeth Burns
- Fred MacMurray (V.F : Jean-Henri Chambois) : Sid Burns
- Arlene Dahl (V.F : Lita Recio) : Carol Talbot
- Cornel Wilde (V.F : Michel Gudin) : Bill Baxter
- Elliott Reid : Tony Andrews
- Margalo Gillmore(V.F : Henriette Marion)  : Evelyn Andrews
- Alan Reed : Tomaso
- David Hoffman : Jerecki